# Forte Avvoltojo
Il forte Avvoltojo era una struttura difensiva costiera situata nel comune di Monte Argentario. La sua ubicazione era nei pressi di Porto Ercole, fra il forte sant'Ermo e il Sant'Ippolito. La realizzazione del complesso fortificato avvenne in epoca rinascimentale, più precisamente durante il Quattrocento, su progetto dell'ingegnere militare Francesco di Giorgio Martini. La struttura costituiva uno dei punti di riferimento per il sistema difensivo costiero del litorale meridionale della Repubblica di Siena, avendo potuto comunicare a ovest con la torre dell'Avvoltore e la torre dell'Acqua e a est con la rocca aldobrandesca di Porto Ercole ed altre strutture difensive in seguito perdute che caratterizzavano la suddetta località. L'esistenza e la funzionalità del forte era ancora attestata tra il 1552 e il 1555, quando nella zona si combatterono numerose battaglie durante la guerra che culminò con la definitiva caduta di Siena. La successiva entrata del promontorio dell'Argentario nel territorio dello Stato dei Presidi comportò una serie di lavori per la ristrutturazione delle strutture difensive preesistenti, oltre alla realizzazione di nuove torri e complessi fortificati che meglio si adattavano alle esigenze difensive degli Spagnoli. Proprio a partire dal 1558 iniziarono i lavori di realizzazione del forte Stella, il cui fortilizio interno a pianta stellata a sei punte venne realizzato nel luogo in cui sorgeva questa preesistente struttura.
Il forte Avvoltojo si presentava come una struttura di avvistamento a pianta quadrangolare, con cortine murarie in pietra poggianti su un basamento a scarpa che culminava con bastioni angolari. Parte delle sue strutture furono poi incorporate nel fortilizio interno della nuova struttura, mentre le restanti parti furono utilizzate per recuperare il materiale edilizio necessario alla realizzazione della nuova fortificazione.